# Pyszczkowiak
Pyszczkowiak (Oxymycterus) – rodzaj ssaków z podrodziny bawełniaków (Sigmodontinae) w obrębie rodziny chomikowatych (Cricetidae).

## Rozmieszczenie geograficzne
Rodzaj obejmuje gatunki występujące w Ameryce Południowej.

## Morfologia
Długość ciała (bez ogona) 97–197 mm, długość ogona 69–156 mm, długość ucha 13–26 mm, długość tylnej stopy 21–42 mm; masa ciała 26–125 g.

## Systematyka
Rodzaj zdefiniował w 1837 roku angielski przyrodnik George Robert Waterhouse w artykule poświęconym nieopisanym ssakom, z rysunkami ilustrującymi zmiany w ich uzębieniu, opublikowanym w czasopiśmie Proceedings of the Zoological Society of London. Gatunkiem typowym jest (oznaczenie monotypowe) pyszczkowiak długonosy (O. nasutus).

### Etymologia
Oxymycterus (Oxymycteris, Oxymicterus, Oxymyctorus, Oxymcterus, Oxymeterus, Oxymycetrus, Oxymyceterus, Oximycterus): gr. οξυς oxus ‘ostry, spiczasty’; μυκτηρ muktēr, μυκτηρος muktēros ‘pysk, nos’, od μυκτεριζω mukterizō ‘kręcić nosem’.

### Podział systematyczny
Do rodzaju należą następujące występujące współcześnie gatunki:
| Grafika | Gatunek                 | Autor i rok opisu                                                                  | Nazwa zwyczajowa         | Podgatunki         | Rozmieszczenie geograficzne | Podstawowe wymiary                               | Status IUCN |
| ------- | ----------------------- | ---------------------------------------------------------------------------------- | ------------------------ | ------------------ | --- | ------------------------------------------------ | ----------- |
|         | Oxymycterus itapeby     | Peçanha, Quintela, Ribas, S.L. Althoff, Maestri, G.L. Gonçalves & de Freitas, 2019 |                          | gatunek monotypowy | endemit Brazylii (Parana i São Paulo); zakres wysokości: 740–1050 m n.p.m. | DC: 13,6–14,7 cm DO: 8–9 cm MC: 58–60 g          | NE          |
|         | Oxymycterus amazonicus  | Hershkovitz, 1994                                                                  | pyszczkowiak amazoński   | gatunek monotypowy | endemit Brazylii (wzdłuż dorzeczy rzek Madeiry, Tapajós, Xingu i Tocantins) | DC: 14–14,8 cm DO: 8,6–9,5 cm MC: brak danych    | LC          |
|         | Oxymycterus delator     | O. Thomas, 1903                                                                    | pyszczkowiak paragwajski | gatunek monotypowy | od północno-wschodniej Brazylii na południe do wschodniego Paragwaju | DC: 11,5–17,4 cm DO: 7–12 cm MC: brak danych     | LC          |
|         | Oxymycterus dasytrichus | (H.R. Schinz, 1821)                                                                | pyszczkowiak atlantycki  | gatunek monotypowy | endemit Brazylii (na obszarze Mata Atlântica); zakres wysokości: do 1800 m n.p.m.                                                                                                 | DC: 12,5–19,7 cm DO: 9–15,6 cm MC: 40–105 g      | LC          |
|         | Oxymycterus quaestor    | O. Thomas, 1903                                                                    | pyszczkowiak parański    | gatunek monotypowy | wschodni Paragwaj, północno-wschodnia Argentyna (Misiones) oraz południowa i południowo-wschodnia Brazylia (od północnego Rio Grande do Sul do Rio de Janeiro)                    | DC: 13,5–18 cm DO: 9,7–14,3 cm MC: około 100 g   | LC          |
|         | Oxymycterus inca        | O. Thomas, 1900                                                                    | pyszczkowiak inkaski     | 2 podgatunki       | wschodnie Peru, zachodnia i środkowa Boliwia (na południe do Cochabamby, na wschód do zachodniego Santa Cruz) i przyległa zachodnia Brazylia; zakres wysokości: 400–2500 m n.p.m. | DC: 13,5–18,4 cm DO: 8,5–12,2 cm MC: brak danych | LC          |
|         | Oxymycterus paramensis  | O. Thomas, 1902                                                                    | pyszczkowiak leśny       | gatunek monotypowy | endemit Boliwii: głównie w środkowej części | DC: 10,5–12,2 cm DO: 8–12,8 cm MC: 42–66 g       | LC          |
|         | Oxymycterus akodontius  | O. Thomas, 1921                                                                    | pyszczkowiak argentyński | gatunek monotypowy | południowa Boliwia i północno-zachodnia Argentyna | DC: 11,8–15,1 cm DO: 6,6–11,9 cm MC: 34–96 g     | NE          |
|         | Oxymycterus willkaurco  | Zeballos, Medina, Rico-Cernohorska & Salazar-Bravo, 2021                           |                          | gatunek monotypowy | endemit Peru (zachodnie Andy w południowej Cordillera de Vilcabamba i Cordillera de Vilcanota (Cuzco)); zakres wysokości: 3200–4100 m n.p.m.                                      | DC: 11,8–13,6 cm DO: 7,6–9,8 cm MC: 50–75 g      | NE          |
|         | Oxymycterus nigrifrons  | Osgood, 1944                                                                       |                          | gatunek monotypowy | południowo-wschodnie Peru (południowa Cordillera de Carabaya) i zachodnio-środkowa Boliwia (Kordyliera Środkowa); zakres wysokości: 2000–3350 m n.p.m.                            | DC: 11,7–13,3 cm DO: 7,9–9,6 cm MC: brak danych  | NE          |
|         | Oxymycterus juliacae    | J.A. Allen, 1900                                                                   |                          | gatunek monotypowy | południowo-wschodnie Paru (górny bieg rzeki Inambari) i zachodnia-środkowa Boliwia (górny bieg rzeki Chaparé); zakres wysokości: 1000–2700 m n.p.m.                               | DC: 12,5–15,5 cm DO: 9,5–14 cm MC: brak danych   | NE          |
|         | Oxymycterus hiska       | Hinojosa, S. Anderson & J.L. Patton, 1987                                          | pyszczkowiak mały        | gatunek monotypowy | górskie, wilgotne lasy od południowo-wschodniego Peru do środkowej Boliwii; zakres wysokości: 600–3500 m n.p.m.                                                                   | DC: 9,7–12,6 cm DO: 7,7–9,1 cm MC: 30–44 g       | LC          |
|         | Oxymycterus hucucha     | Hinojosa, S. Anderson & J.L. Patton, 1987                                          | pyszczkowiak keczuański  | gatunek monotypowy | endemit Boliwii (las mglisty w Cochabamba i Santa Cruz); zakres wysokości: 2600–3000 m n.p.m.                                                                                     | DC: 9,9–10,9 cm DO: 7,1–7,5 cm MC: 26–36 g       | EN          |
|         | Oxymycterus caparoae    | Hershkovitz, 1998                                                                  | pyszczkowiak stokowy     | gatunek monotypowy | Park Narodowy Caparaó (Minas Gerais i Espírito Santo); zakres wysokości: powyżej 2100 m n.p.m.                                                                                    | DC: 11–13,9 cm DO: 8–10,4 cm MC: brak danych     | LC          |
|         | Oxymycterus rufus       | (G. Fischer, 1814)                                                                 | pyszczkowiak rudy        | gatunek monotypowy | środkowa i wschodnia Argentyna, także południowo-wschodnia Brazylia (Minais Gerais); zakres wysokości: 0–2000 m n.p.m.                                                            | DC: 12,9–16,1 cm DO: 6,9–11,8 cm MC: 46–125 g    | LC          |
|         | Oxymycterus nasutus     | (G.R. Waterhouse, 1837)                                                            | pyszczkowiak długonosy   | gatunek monotypowy | południowa Brazylia (Parana, Santa Catarina i Rio Grande do Sul) i Urugwaj | DC: 12,3–13,1 cm DO: 8,7–9,7 cm MC: 50–90 g      | LC          |
|         | Oxymycterus wayku       | Jayat, D’Elía, Pardiñas, Miotti & P.E. Ortiz, 2008                                 | pyszczkowiak ciemny      | gatunek monotypowy | endemit Argentyny (wschodnie zbocza Sierra del Aconquija i Cumbres Calchaquíes (Tucumán); zakres wysokości: 800–2200 m n.p.m.                                                     | DC: 12,4–14,4 cm DO: 7,7–9,7 cm MC: 44–76 g      | VU          |
|         | Oxymycterus josei       | F.G. Hoffmann, E.P. Lessa & M.F. Smith, 2002                                       | pyszczkowiak urugwajski  | gatunek monotypowy | endemit Urugwaju (na południe od rzeki Río Negro w Soriano, Colonii, San José, Canelones i Maldonado)                                                                             | DC: 12,2–17,2 cm DO: 7,5–10,4 cm MC: 36–125 g    | NT          |

Kategorie IUCN:  LC  – gatunek najmniejszej troski,  NT  – gatunek bliski zagrożenia,  VU  – gatunek narażony,  EN  – gatunek zagrożony;  NE  – gatunki niepoddane jeszcze ocenie.
Opisano również gatunek wymarły znany ze szczątków subfosylnych z Brazylii:
- Oxymycterus cosmodus Winge, 1888